# Дорога уходит в даль…
«Дорога уходит в даль…» — автобиографическая трилогия Александры Бруштейн. Состоит из следующих частей:
- «Дорога уходит в даль…» (1956),
- «В рассветный час» (1958),
- «Весна» (1961).

Описывает детские и школьные годы автора, а также события, свидетелем или даже участником которых была А. Бруштейн.
Действие происходит в Вильне в период с 1894 по 1901 годы. Повествование ведётся от лица главной героини — юной Сашеньки Яновской, прототипом которой является сама Александра Бруштейн.

## Персонажи

### Обитатели квартиры Яновских
- Сашенька Яновская (Пуговка) — от её имени ведётся повествование. Повествование начинается, когда Саше 9 лет,  в конце трилогии 17 лет. Честная, умная, оптимистичная, любознательная девочка. Добрая, отзывчивая, хороший друг, немного вспыльчива, открытая, с хорошим воображением.
- Яков Ефимович Яновский («Карболочка») — отец Сашеньки. Врач-хирург. Человек честный, прямолинейный, мудрый, революционно настроенный, часто лечит бедняков бесплатно. К детям строг и требователен.
- Елена Семёновна — мама Сашеньки. Женщина очень добрая и мягкая, хорошо образована, прекрасно музицирует. Принимает активное участие в деятельности благотворительных обществ, помогая бедным семьям и сиротам.
- Сенечка — младший брат Сашеньки. Появляется на свет во второй книге.
- Юзефа — кухарка у Яновских, которую сначала взяли в семью как няню для Сашеньки. Женщина пожилая, неграмотная и одинокая, но добрая и отзывчивая, считает семью Яновских своей собственной.
- Фрейлейн Цецильхен — учит Сашеньку немецкому языку, чрезвычайно религиозна. Появляется в самом начале трилогии, но отец Саши быстро увольняет её за глупость.
- Фрейлейн Эмма («Ящик») — учит Сашеньку немецкому языку. Приходящая учительница. Практически прямая противоположность фрейлейн Цецильхен.
- Полина Пикар («Поль») — француженка, живёт в семье Яновских как гувернантка и учит Сашу французскому языку. Во второй части трилогии уезжает во Францию, но продолжает переписываться с Сашей.

### Обитатели квартиры Рогова
- Иван Константинович Рогов — военный врач. Друг отца и покойного деда Сашеньки. Старый холостяк.
- Лёня Хованский — внук возлюбленной Рогова.
- Тамара Хованская — внучка возлюбленной Рогова, сестра Лёни. Одноклассница Сашеньки по Женскому институту и на какое-то время подруга.
- Шарафутдинов («Шарафут») — денщик Рогова.
- Фома — денщик Рогова, сменивший Шарафута.
- Наталья — горничная Тамары.

### Обитатели дома Шабановых
- Владимир Иванович Шабанов — владелец пивоваренного завода, жестокий по отношению к своим рабочим.
- Серафима Павловна — его жена.
- Зоя и Рита — их дочки, дружат с Сашенькой Яновской.
- тетя Женя — сестра Серафимы Павловны, отучившаяся год на Бестужевских курсах.

### Обитатели квартиры Бурдесов
- Софья Бурдес — владелица фирмы «Бурдес, Суперфайн и Кo».
- (не назван по имени, настоящая фамилия Чериковер) — её муж.
- Таня — их дочка, на момент действия 14 лет. Её, а также её сестру Маню, Сашенька Яновская учит английскому.
- Маня — их дочка, на момент действия 8 лет.
- Жозя — их сын, на момент действия 5 лет.
- Майофис — конторщик.
- Фрейлейн Констанция («фрейлейн Конни») — немецкая бонна. Психически неуравновешенна, скрывает это, что впоследствии приводит к печальным последствиям ("... Фрейлейн Конни, которая в последнее время вела себя всё более и более странно, окончательно сошла с ума").

### Подруги Сашеньки Яновской по Женскому институту
- Лида Карцева — самая сообразительная и спокойная из компании девочек, сдержанная, слегка насмешливая, дочка юриста. Очень красивая.
- Варя Забелина — невероятно добрая и отзывчивая девочка, сирота. Воспитывается бабушкой.
- Маня Фейгель —  прекрасно учится, добрая, сдержанная, общительная, прекрасный друг. Очень ответственная и отзывчивая девочка.
- Катя Кандаурова — сирота, принятая в семью Мани Фейгель после внезапной смерти отца, с которым они жили вдвоем, без матери. Очень ласковая и позитивная девочка, искренне полюбившая приемную семью.
- Меля Норейко — дочка владельца ресторана Норейко, бойкая и смешливая девочка, готовая защищать подруг, но к концу трилогии все больше отдаляется от компании одноклассниц, становясь похожей на свою жадную и недалекую тетушку.
- Стэфа Богушевич —  девочка-полька, любит покомандовать, но честная и добрая.
- Люся Сущевская — настоящая верная подруга, непосредственная и весёлая девушка с карими глазами.
- Соня Павлихина — девочка из бедной семьи, она очень одинока в институте и дружба с Сашенькой для нее большая поддержка.

### Родные подруг Сашеньки Яновской по Женскому институту
- Владимир Эпафродитович Карцев — отец Лиды Карцевой. Юрист.
- Мария Николаевна — мама Лиды Карцевой.
- Илья Абрамович Фейгель — отец Мани Фейгель. Учитель.
- Бэлла Михайловна — мама Мани Фейгель.
- Матвей — старший брат Мани Фейгель.
- Антон Богушевич — отец Стэфы Богушевич. Портной.
- Виктория Ивановна — мама Люси Сущевской.
- Варвара Дмитриевна — бабушка Вари Забелиной.
- Тадеуш Норейко — отец Мели Норейко. Владелец ресторана.
- (не названа по имени) — «тётечка» Мели Норейко. Совладелица ресторана отца Мели.
- Любовь Андреевна Павлихина — мама Сони Павлихиной. «Сиделица» в винной лавке.

### Администрация и преподаватели Женского института

#### Администрация
- Николай Александрович Тупицын — директор
- Фёдор Дмитриевич Миртов («Амёба») — новый директор после смерти Тупицына
- Александра Яковлевна Колодкина («Колода») — начальница
- Антонина Феликсовна Воронец («Ворона») — помощница начальницы
- Иван Федотыч («Данетотыч») — швейцар
- Антон — истопник
- Стёпа — служитель

#### Преподаватели
- Виктор Михайлович Резанов — рисование
- Фёдор Никитич Круглов — арифметика
- Аделаида Елевфериевна Правосудович — математика
- Ольга Дмитриевна — танцевание
- Анна Дмитриевна Волкова — русский язык и литература
- отец Соболевский — Закон Божий для учениц православного вероисповедания
- ксёндз Олехнович — Закон Божий для учениц католического вероисповедания
- Василий Дмитриевич Лапшин («Лапша») — русский язык и литература
- Иван Людвигович Регамэ — французский язык
- (не назван по имени) «Гиена в сиропе» — физика
- Петр Александрович Изенфлям — немецкий язык
- Серафим Григорьевич Горохов — математика

#### Классные дамы
- Евгения Ивановна («Дрыгалка»)
- Агриппина Петровна Курнатович («Гренадина»)
- Елизавета Григорьевна Борейша («Мопся»)
- (не названа по имени) «Моргушка»

### Другие персонажи трилогии
- Юлька — девочка-инвалид
- Анеля Ивановна (Томашова) — мать Юльки
- Степан Антонович — возлюбленный, впоследствии муж Томашовой и отчим Юльки
- Вацлав (Рыжий Вацек) — друг и сосед Юльки, рабочий, революционер
- Павел Григорьевич Розанов — учитель Саши, революционер
- фон Литтен — жандармский полковник
- Анна Борисовна — жена Павла Григорьевича
- Александр Степанович Ветлугин — друг Якова Ефимовича Яновского, в прошлом преподаватель истории в гимназии, уволенный «за смелость и независимость суждений», профессиональный революционер
- Володя Свиридов — студент, революционер, сосед семьи Яновских
- Валентина Свиридова — пианистка и певица, сестра Володи, соседка семьи Яновских
- Леля Мухина — молодая актриса, подруга Валентины Свиридовой, невеста Володи
- Вера Матвеевна — слепая учительница, помогающая революционерам
- Андрей — мороженщик, защитник бедняков от полиции.
- Хана — старая бубличница.

## Сюжет

### Книга 1. «Дорога уходит в даль…»
Сашенька Яновская — единственная дочь у родителей, ей девять лет. Отец Сашеньки Яков Ефимович — известный в городе врач, самое серьёзное внимание уделяющий образованию своей дочери. Сначала у них живёт немецкая бонна, потом — француженка по прозвищу Поль (первая скоро увольняется ввиду полной непригодности, вторая, наоборот, становится почти членом семьи.) Для подготовки Сашеньки в гимназию Яков Ефимович нанимает ей учителя Павла Григорьевича, который оказывается революционером, недавно отбывшим ссылку в Якутии и теперь находящимся в Вильне под надзором полиции.
Случайно Сашенька знакомится с девочкой Юлькой, живущей с матерью в сыром подвале. Из-за полуголодной жизни Юлька не может ходить, у нее рахит. И еще она серьезно заболевает пневмонией, её лечат Яков Ефимович и Павел Григорьевич. Юльку удаётся спасти.
Несмотря на свой юный возраст, Сашенька замечает много несправедливостей, творящихся в обществе, — ей приходится увидеть и голодающих детей, и произвол городового, и крайнюю бедность Юльки и её мамы, и ксёндза, запрещающего Юлькиной маме выйти замуж за любимого человека, потому что он не католического вероисповедания.
Однажды Сашенька и её мама присутствуют на необычном представлении, где безрукий художник в присутствии публики рисует картины ногами. Сашенька, желая поддержать художника, хочет приобрести какую-либо его картину, и тот ей рекомендует только что нарисованный пейзаж «Дорога уходит в даль» и даёт напутствие, которое Сашенька запоминает на всю жизнь.
19 апреля (1 мая) в городе происходит демонстрация, она жестоко подавляется казаками. Яков Ефимович вместе с Поль идёт по квартирам и оказывает медицинскую помощь демонстрантам, которых избили и ранили казаки. За участие в демонстрации Павел Григорьевич арестовывается полицией. Долгое время о нём ничего не известно, но потом всё же удаётся его разыскать. Благодаря поддержке отца Сашеньки, сделавшего серьёзную операцию жене жандармского полковника, Павел Григорьевич отделывается сравнительно мягким наказанием — высылкой в Харьков. Сашенька на всю жизнь запомнила своего первого учителя.
В августе Сашенька держит экзамен в женский институт. В связи с процентной нормой, евреек экзаменуют отдельно и требования для них по всем предметам намного выше, чем для неевреек. Тем не менее, хорошая подготовка, которую Сашеньке дал Павел Григорьевич, позволяет ей блестяще пройти экзамен и быть принятой.

### Книга 2. «В рассветный час»
Сашенька начинает учиться в Женском институте. У неё появляются хорошие подруги. Несмотря на непростые отношения с классной дамой по прозвищу Дрыгалка, Сашенька становится одной из лучших учениц. Девочки-отличницы пытаются помочь отстающим одноклассницам, но Дрыгалка случайно узнаёт об этом, жалуется начальнице Колоде, и та объявляет девочкам выговор, добавив при этом, что директор настаивал на исключении виновных из института. Девочки продолжают помогать своим отстающим одноклассницам, но теперь делают это только у себя дома и с большими предосторожностями.
У Сашеньки рождается брат Сенечка. Вскоре после этого близкий друг семьи Иван Константинович Рогов становится опекуном внуков своей недавно умершей бывшей возлюбленной. Тринадцатилетний Лёня Хованский и его двенадцатилетняя сестра Тамара приезжают в Вильну. Лёня оказывается очень симпатичным и веселым пареньком, но его сестра Тамара является его полной противоположностью — она обуяна гордыней и снобизмом и ни на минуту не забывает о своём княжеском происхождении. Тамара начинает учиться в одном классе с Сашенькой, ей всё не нравится и она пытается перейти в первое отделение, где учатся аристократки и дочери городской элиты, с некоторыми из них она подружилась. В одну из суббот она устраивает журфикс и приглашает туда своих новых подруг из первого отделения. Однако в тот же день происходит неприятность: Дрыгалка публично объявляет Тамаре, что, так как никаких документальных свидетельств её княжества нет,  следовательно Тамара никакая не княжна, а самозванка, и потому её не переведут в первое отделение. Об этом узнают её подруги из первого отделения и прекращают всякое общение с Тамарой, её журфикс срывается. Тамара отчаивается и хочет перейти в другое учебное заведение, но Иван Константинович и слышать об этом не хочет. В итоге Тамару принимают в свою компанию Сашенька и её подруги, и  спесь Тамары до поры до времени уходит в тень.
В этом же году происходят важные события — кончина Александра III и воцарение Николая II, а также последний суд по Мултанскому делу, о котором Саша случайно узнала. Сашенька расспрашивает взрослых и вместе с подругами переживает об исходе судебного заседания. В день Сашенькиного окончания учебного года мултанцев оправдывают.

### Книга 3. «Весна»
В день окончания Сашенькой младших классов она узнаёт от своих учеников-наборщиков о том, что крейсер «Сфакс» направляется на Чёртов остров за Альфредом Дрейфусом. Ни она сама, ни её родители, ни друзья семьи почти ничего не знают о деле Дрейфуса. Друг семьи, недавно вернувшийся из Парижа историк Александр Степанович Ветлугин выступает в квартире Яновских с докладом, освещающим все подробности дела Дрейфуса. Многие друзья и знакомые Яновских хотят прослушать доклад Александра Степановича. Для сборища, где присутствует больше 30 человек, требуется разрешение полиции, — семья Яновских получает такое разрешения, выдав сборище за семейное торжество по поводу окончания Сашенькой младших классов.
В течение летних каникул в Ренне проходит повторный суд над Дрейфусом; семья и друзья Яновских пристально следят за процессом. В конце лета Дрейфус вновь осуждён.
Этим же летом Иван Константинович Рогов получает письмо от графини Уваровой, сестры генерала Хованского - родного деда опекаемых Тамары и Лёни. В своём письме графиня выказывает недовольство условиями, в которых растут внуки её брата, и выражает желание, чтобы они переехали к ней в Петербург, где Тамара училась бы в Смольном, а Лёня — в каком-либо столичном привилегированном дворянском учебном заведении. Лёня привык к Ивану Константиновичу и полюбил его, поэтому он наотрез отказывается ехать в Петербург к графине Уваровой, но Тамара, получив такое приглашение, приходит в восторг и к ней возвращается её чванство и спесь. Тамара уезжает в Петербург, но очень редко и неохотно пишет брату и Ивану Константиновичу.
Сашенька начинает учиться в пятом классе. Однажды её ученики-наборщики дают ей почитать книгу Степняка-Кравчинского «Андрей Кожухов». Книга производит огромное впечатление на Сашеньку и её друзей. Они собираются вместе обсудить эту книгу. На обсуждение приходит Александр Степанович и помогает ребятам разобраться в вопросах, поднимаемых книгой. В конце обсуждения Александр Степанович организует кружок, где он обсуждает с молодёжью историю рабочего движения и основы политэкономии.
Сашенька устраивается на работу — преподавать английский язык дочерям Софьи Бурдес. На новом поприще Сашеньке приходится нелегко — мадам Бурдес отличается психопатическим характером и сумасбродством, но Саша искренне привязалась к своим ученицам, Мане и Тане, кроме того, она сама понимает, что самостоятельность дается нелегко.
Наступает новый век — двадцатый. Он начинается с многочисленных студенческих демонстраций, а также голода в различных губерниях России. У Шарафутдинова, денщика Ивана Константиновича Рогова, кончается срок службы, и он едет домой в Уфимскую губернию, однако скоро возвращается, так как все члены его семьи умерли от голода.
Сашенька переходит в выпускной класс. Предстоят выпускные экзамены по математике (арифметике, алгебре и геометрии.) Математику преподаёт директор, у которого на занятия нет времени. В результате ученицы плохо знают математику. Положение усугубляется, когда директор тяжело заболевает и умирает. В течение нескольких месяцев уроки математики вообще не проводятся, так как заменить директора некому. В конце концов приходит новый преподаватель по фамилии Горохов. Ему удаётся ликвидировать большинство пробелов в знаниях учениц, но потом он серьёзно заболевает и уроки математики снова некому проводить. Администрацию института ситуация волнует мало, и тогда Горохов идёт на рискованное действо — он снабжает учениц вариантами экзаменов и решениями задач, чтобы все смогли сдать экзамены.
В год окончания Сашенькой института в городе проходит первомайская демонстрация, которую подавляют жестоко: арестованных по приказу генерал-губернатора фон Валя подвергают порке розгами. Александр Степанович тоже участвует в демонстрации, удар казацкой нагайкой сбивает его с ног. Через некоторое время Александр Степанович умирает.
В середине мая семейство Яновских идёт в цирк, где они становятся свидетелями покушения Гирша Леккерта на фон Валя. Гирша Леккерта приговаривают к смертной казни. Тюремный врач, присутствующий при казни, приходит к доктору Яновскому, но тот выгоняет его.
Выпуск из института проводится формально и без каких-либо торжеств, но выпускной день полон дел: Сашенька и её друзья наносят несколько визитов, в том числе и к Горохову, а также навещают могилу Александра Степановича Ветлугина.

## Время и место действия
- События первой книги происходят в 1894 году. В первом же абзаце книги Сашенька говорит, что ей девять лет, а Александра Бруштейн родилась в августе 1884 года. Действие же книги начинается весной, следовательно, 1894 года. Заканчивается книга поступлением Сашеньки в Женский институт в начале августа 1894 года.
- Действие второй книги охватывает первый учебный год Сашеньки в Женском институте и длится с осени 1894 по весну 1895 года.
- Действие третьей книги охватывает три последних учебных года Сашеньки Яновской в Женском институте — 5-й, 6-й и 7-й и длится с весны 1898 по весну 1901 года.
- Место действия — Вильна. И хотя город в тексте трилогии прямо не назван, он легко определяется по нескольким характерным приметам. Прежде всего, по названиям рек — Вилейка и Вилия, некоторых районов города, например, Антоколь, а также по Замковой горе и Острой Браме.
- Под Женским институтом выведено Виленское Мариинское высшее женское училище[2].

## Реальные исторические события, изображенные или упомянутые в трилогии
- Якутская трагедия — в книге 1
- Первый полёт лётчика-парашютиста С. Древницкого на воздушном шаре в Вильне — в книге 1
- Первая первомайская демонстрация в Вильне 19 апреля (1 мая) 1894 года — в книге 1
- Мултанское дело — в книге 2
- Дело Дрейфуса — в книге 3
- Покушение на виленского губернатора фон Валя 5 (18) мая 1902 года — в книге 3

## Персонажи трилогии Александры Бруштейн, выведенные под своими именами

### Исторические персонажи
- Станислав Древницкий[3] — воздухоплаватель — в книге 1
- Вера Фёдоровна Комиссаржевская — в книге 2
- Илларион Певцов — бывший гимназист, будущий актёр — в книге 2
- Вася Шверубович — студент, будущий актёр Качалов — в книге 2
- Макс Штейнберг — гимназист, будущий композитор — в книге 3
- фон Валь — губернатор Виленской губернии — в книге 3
- Гирш Лекерт (правильно — Леккерт) — революционер-бундовец, стрелял в губернатора фон Валя 5 (18) мая 1902 года — в книге 3

### Администрация и преподаватели Женского института[4]
- Александра Яковлевна Колодкина — начальница института[5][6]
- Виктор Михайлович Резанов — преподаватель рисования
- Аделаида Елевфериевна Правосудович — преподаватель математики
- Анна Дмитриевна Волкова — преподаватель русского языка и литературы
- Иван Людвигович Регамэ — преподаватель французского языка

## Возможные хронологические нестыковки и противоречия
Ради связности повествования Александра Бруштейн допускает контаминацию отдельных событий, или же переносит их в другое время, поскольку «Дорога уходит в даль…» — не мемуары, а художественная литература.
- Так, первый полёт Станислава Древницкого на воздушном шаре в Вильне, ознаменовавшийся тем, что в одном из удерживавших шар канатов запутался солдат Путырчик, который был поднят в воздух и едва не погиб, состоялся в сентябре 1891 года, а второй полёт, первоначально несостоявшийся из-за того, что шар сгорел, после чего прямо на месте старта публика организовала сбор денег на новый шар, на котором Древницкий совершил успешный полёт, состоялся весной 1894 года[7]. Об этом сама Бруштейн пишет в книге воспоминаний «Страницы прошлого» (правда, перенося первый полет Древницкого в август 1891 года)[8]. Однако в книге первой «Дорога уходит в даль…» Александра Бруштейн эти два события соединяет как состоявшиеся друг за другом весной 1894 года — в то время, к которому относится действие в книге.

По мнению комментатора трилогии Марии Гельфонд, данная контаминация объясняется стремлением изложить события в их усиливающейся последовательности: так, мужественный поступок воздухоплавателя, не покинувшего воздушный шар ради спасения солдата Путырчика, свидетельницей которого становится главная героиня, непосредственно отзывается в ситуации сдачи ею вступительных экзаменов в Женский институт.
- Вторичный процесс военного суда по делу Дрейфуса проходил в Ренне осенью 1899 года, следовательно, «званый вечер с итальянцами» в доме Яновских, на котором Александр Степанович Ветлугин сделал доклад по делу Дрейфуса, должен был состояться во время летних каникул после окончания Сашенькой Яновской пятого класса Женского института. Однако Александра Бруштейн в книге третьей «Весна» утверждает, что это были каникулы Сашеньки после четвёртого класса, которые, если считать датой её поступления в первый класс 1894 год, должны были иметь место летом 1898 года, то есть годом раньше повторного судебного рассмотрения дела Дрейфуса.
- Аналогично с Мултанским делом. Третий суд над крестьянами-вотяками села Старый Мултан Вятской губернии, обвинявшимися в ритуальном убийстве — человеческом жертвоприношении, суд, который привёл к их полному оправданию, состоялся в мае-июне 1896 года, когда Сашенька Яновская заканчивала второй класс Женского института. Александра Бруштейн фактически переносит его на год раньше, на момент окончания Сашенькой первого класса — именно этим заканчивается вторая книга трилогии «В рассветный час», в последней главе которой Сашенька и её подруги узнают радостную весть об оправдании невинно осуждённых. Таким образом, Александра Бруштейн сближает по времени третий суд над вотяками со вторым, который состоялся в декабре 1894 года, о чём девочки действительно могли узнать в разгар учебного года в своем первом классе института.
- Покушение Гирша Леккерта на виленского губернатора фон Валя состоялось в мае 1902 года — через год после окончания Сашенькой Яновской Женского института.

Вышеотмеченные противоречия снимаются, если предположить, что Сашенька Яновская поступила в Женский институт в 1895 году — тогда третий суд Мултанского дела, второй суд над Дрейфусом и покушение Леккерта «встают» на своё место. Но тогда выходят за временные рамки второй полёт Станислава Древницкого и первый суд над мултанскими вотяками, которые состоялись в 1894 году — в таком случае эти события происходят за год до поступления Сашеньки в Женский институт. Также Сашеньке Яновской, если её прототипом является Бруштейн, к моменту начала повествования первой книги трилогии, весной 1895 года, должно было быть десять, а не девять лет.
- Однако по мнению комментатора трилогии Марии Гельфонд, все эти даты можно увязать, если сделать предположение, что Сашенька поступала в 1894 году не в первый, а в приготовительный класс Женского института (о наличии его говорится на последних станицах первой книги трилогии: в приготовительный класс принимают Риту Шабанову, плохо сдавшую вступительные экзамены). В этом случае Сашенька отучилась в Женском институте восемь лет, при этом четвёртый класс она окончила весной 1899 года — о чём, кстати, есть прямое указание на первой странице книги «Весна» — заключительной части трилогии: упоминается, что на листке отрывного календаря на стене 13 мая 1899 года (курсив автора). Следовательно, полный курс института Сашенька Яновская окончила в 1902 году. Тогда «встают» на свои места практически все упомянутые в трилогии реальные события.

Доказательство своему предположению Мария Гельфонд видит в утверждении Александрой Бруштейн (сделанном в предисловии к изданию 1939 года своей пьесы «Голубое и розовое»), что она отучилась в Женском институте восемь лет, причем сдавала вступительные экзамены в приготовительный класс.
Впрочем, комментатор тут же оговаривается, что поскольку архив Виленского Мариинского училища не сохранился, то трудно сказать, училась ли Бруштейн в приготовительном классе, или же сразу поступила в первый.